# Nuovo Cairo
Nuovo Cairo (in arabo القاهرة الجديدة‎?, el-Qāhera el-Gedīda)  è una città egiziana che copre un'area di circa 30 000 ettari all'estremità sud-orientale del Governatorato del Cairo, a venticinque km da Maadi. È una delle nuove città che sono state costruite dentro e intorno a Il Cairo per alleviare la congestione nel centro della città. È stata istituita nel 2000 con il decreto presidenziale numero 191. Fa parte della seconda generazione di città fondate dall'Autorità per le nuove comunità urbane.
Situata in quello che un tempo era il Governatorato di Helwan e ad est di Maadi ed Heliopolis, si trova ad un'altitudine compresa tra 250 e 307 metri s.l.m..
La città potrebbe arrivare ad ospitare circa cinque milioni di persone. Rispetto alla città 6 ottobre, anch'essa costruita con la speranza di alleviare la pressione su Il Cairo, a Nuovo Cairo vengono affittate più case.

## Storia
Il 27 aprile 2016, il presidente Abdel Fattah Al-Sisi inaugurò la nuova sede del Ministero dell'Interno a Nuovo Cairo. Il complesso si estende per circa 52 000 m2.

## Geografia
Di particolare importanza per i geologi è l'Area protetta della Foresta pietrificata, situata nelle vicinanze di Nuovo Cairo che è stata dichiarata sito protetto.

## Economia
Nella città sono state costruite dozzine di fabbriche. General Electric sta collaborando con l'Università americana del Nuovo Cairo su iniziative energetiche. El Sewedy Electric ha il suo quartier generale nel quinto insediamento di Nuovo Cairo.
La città è collegata alle altre gemelle da una vasta rete di linee di autobus ed è iniziata la costruzione di una monorotaia che collegherà la città con il sobborgo "Cairo" di Nasr a ovest e la Nuova Capitale Amministrativa a est. La città ottiene l'acqua potabile da un impianto idrico a Obour City, nelle vicinanze.
Una filiale di Al-Ahly Sporting Club è attualmente in costruzione nella parte orientale della città. C'è anche un campo da golf regolamentare e da tennis nella sezione Kattameya di Nuovo Cairo.
All'ingresso di Nuovo Cairo, si trova la città Cairo Festival, uno sviluppo immobiliare di 285 ettari che dispone di parchi, piscine, giardini, uffici, un grande centro commerciale e una fontana. Oltre a questo, ci sono anche molti altri centri commerciali, tra cui Point 90, Downtown Kattameya, Porto Cairo, Emerald Plaza e Park Mall, oltre a numerosi altri più piccoli.
La domanda di immobili è molto elevata, con prezzi di circa 10.000 lire egiziane per gli appartamenti e 19.000 per le ville, e continua ad aumentare, soprattutto dopo la costruzione della Nuova capitale amministrativa molto vicina. Il governo ha anche spostato molti uffici nella città, i più importanti dei quali sono quelli dell'amministrazione del traffico di Nasr, Heliopolis e Nuovo Cairo (che in precedenza si trovavano a El Shorouk) nel 2020, poiché sono stati tutti trasferiti in un unico edificio di tre piani nella parte meridionale della città.

## Religioni
La città ospita diverse moschee, ma soltanto una chiesa cristiana, quella della Vergine Maria e la chiesa copta di San Bishoy nel quinto insediamento. La città è anche sede di un monastero copto, il Monastero di Patmos di San Giovanni l'Amato. Nel settembre 2016 il presidente Al-Sisi approvò la costruzione di una nuova chiesa copta ortodossa nella città.